# Astragalus alvordensis
Astragalus alvordensis är en ärtväxtart som beskrevs av Marcus Eugene Jones. Astragalus alvordensis ingår i släktet vedlar, och familjen ärtväxter. Inga underarter finns listade i Catalogue of Life.